# سکوت (منطقه نیمه‌روشن)
سکوت (به انگلیسی: The Silence) قسمت شصتم مجموعه آنتولوژی آمریکایی، منطقه نیمه‌روشن است.داستان این قسمت تا حدی بر پایهٔ یکی از داستان‌های آنتون چخوف به نام "شرط" است. این قسمت به عنوان یکی از بهترین قسمت‌های کل مجموعه شناخته می‌شود.

## روایت ابتدایی
| « | یادداشتی که این مرد در امتداد این اتاق حمل می‌کند شامل یک پیشنهاد شرط‌بندی می‌شود؛ ولی نه هر شرطی. یکی از عجیب‌ترین بازی‌های شانس که در تاریخ طرح شده و از کسی به کس دیگر پیشنهاد داده شده‌اند. خیلی زود ما مندرجات شرط و واکنش آقای تنیسن جوان را به آن خواهیم دید؛ و تا پایان ماجرا خواهیم دید چگونه همه عضوی می‌شوند از یک بازی شانس، در کازینویی به نام منطقه نیمه‌روشن. | » |

## خلاصه داستان
کلنل آرچی تایلر پیرمردی مورد احترام است که پرحرفی‌های مداوم جیمی تنیسن، یکی از اعضای کلوپ مردانی که وی در آن وقت می‌گذراند آرامش وی را به هم زده. پرحرفی‌هایی که به نظر می‌آید هدف همهٔ آن‌ها متقاعد کردن دیگر اعضا برای سرمایه‌گذاری جهت منفعت خود او است.
تایلر به تنیسن پیشنهاد ۵۰۰٬۰۰۰$ پول نقد می‌دهد در صورتی که او بتواند به مدت یک سال کامل ساکت بماند و یک کلمه هم حرف نزند. تنیسن که به این پول به شدت نیاز دارد شرط را قبول می‌کند. وی باید سال بعد را در آپارتمان شیشه‌ای کوچکی که در اتاق بازی کلوب ساخته شده بگذراند. در این اتاق میکروفون‌هایی به کار گذاشته شده‌اند که اطمینان حاصل شود که تنیسن هیچ حرفی نمی‌زند. وی باید تمام نیازهای ضروری‌اش را از طریق یادداشت به دیگران نشان دهد. قبل از شرط‌بندی تنیسن از تایلر می‌خواهد که یک چک به نام او یادداشت کند ولی این پیشنهاد به دلیل احترام و اعتمادی که همه اعضا به تایلر دارند قبول نمی‌شود.
ارادهٔ تنیسن و عزت تایلر دوسوی شرط هستند.
روز اول تنیسن با کت وشال‌گردن از راه می‌رسد و وارد اتاقک می‌شود. هرچه بیش‌تر روزها و هفته‌ها می‌گذرند کلنل نگران و نگران‌تر می‌شود زیرا خود می‌داند که پانصدهزاردلار ندارد و علت شرط‌بندی‌اش این بود که فکر می‌کرد تنیسن خیلی زودتر از این‌ها جا بزند. زمان می‌گذرد و تنیسن کوچک‌ترین صدایی از خود در نمی‌آورد. بالاخره کلنل با تمام عزت نفسش شروع می‌کند به پیشنهادهای گوناگون به تنیسن برای خروج از اتاق. وی پیشنهاد ۱۰۰۰ دلار نقد به او را می‌دهد ولی تنیسن یادداشت می‌کند که سه ماه به پایان شرط مانده و او آن را کامل انجام خواهد داد.
تایلر شروع می‌کند به دیدن تنیسن رفتن و از پشت دیوارهای اتاق به او به دروغ حرف‌های نادرست دربارهٔ همسرش می‌زند تا وی را وسوسه کند که از اتاق خارج شود؛ ولی این اتفاق نمی‌افتد. مدت شرط تمام می‌شود.
تنیسن از جلوی همه اعضای کلوپ که با نگاه‌های تحسین‌کننده‌شان به وی نگاه می‌کنند رد می‌شود. حضار شگفت‌زده به افتخار تنیسن و اراده‌اش دست می‌زنند. تنیسن در سکوت لبخند می‌زند و دستش را برای گرفتن چک به سوی تایلر دراز می‌کند. کلنل اعتراف می‌کند که پولی ندارد و ارادهٔ وی را به عزت خود برتری می‌دهد. تنیسن که باورش نمی‌شود کلنل دروغ گفته و پولی نمیدهدبسیار خشمگین و برآشفته می‌شود ولی در مقابل چشم‌های شگفت‌زده حضار هنوز هم یک کلمه حرف نمی‌زند. دفترچه یادداشتش را در می‌آورد، روی آن چیزی می‌نویسد و آن را به تایلر می‌دهد. کلنل به صدای بلند می‌خواند:
"من می‌دانستم که نمی‌توانم به مدت یک سال کامل ساکت بمانم؛ به همین دلیل یک سال پیش، اعصاب صوتی‌ام را قطع کردم!"
تنیسن شال‌گردنش را که تمام این یک سال به تن داشته باز می‌کند و جای عمل جراحی روی گردنش معلوم می‌شود.

## روایت پایانی
| « | آقای جیمی تنیسن: کسی که تقریباً یک شرط را برد، و همین‌طور کسی که به بدترین شکل ممکن فهمید شرط‌بندی امر نادرستی است؛ چه با تاس‌های مکعب، چه با کارت‌های مستطیلی و چه، در این مورد، با قطع کردن اعصاب صوتی. چرخ شانس او چرخید و روی خانهٔ سیزده سیاه‌رنگ ایستاد. این را می‌توانید از مسئول شرط‌بندی بپرسید؛ آن یکی که چرخ رولت را می‌چرخاند... در منطقهٔ نیمه‌روشن. | » |